# Dia Internacional de Combate ao Discurso de Ódio
O Dia Internacional de Combate ao Discurso de Ódio é um dia a ser comemorado em 18 de junho a partir de 2022, instituído em 2021 pela Assembleia Geral das Nações Unidas (AGNU).

## Proclamação
O Dia Internacional de Combate ao Discurso de Ódio foi proclamado pela Assembleia Geral das Nações Unidas em 21 de julho de 2021. Essa decisão foi motivada pela crescente preocupação com a disseminação do discurso de ódio em todo o mundo, exacerbada pelo uso de plataformas digitais que facilitam sua disseminação.

## Celebração
O dia é comemorado anualmente em 18 de junho e a data escolhida coincide com o lançamento da Estratégia e do Plano de Ação das Nações Unidas para Combater o Discurso de Ódio pelo Secretário-Geral António Guterres em 2019. A primeira comemoração ocorreu em 20 de junho de 2022, com uma reunião informal de alto nível na sede da Organização das Nações Unidas em Nova Iorque.